# Esmail Ghaani
Esmail Qa'ani (também escrito Esmail / Ismail Gha'ani,  persa : اسماعیل قاآنی) nasceu em 8 de agosto de 1957, é um general de brigada iraniano do Corpo da Guarda Revolucionária Islâmica (IRGC) e atual comandante da Força Quds - uma divisão responsável principalmente por operações militares e clandestinas extraterritoriais.

## Carreira militar
Esmail Qa'ani se juntou ao Corpo da Guarda Revolucionária Islâmica um ano após a Revolução Iraniana.  Durante a Guerra Irã-Iraque de 1980-1988, Ghaani liderou a 5ª Brigada Nasr e a 21ª Brigada Blindada Imam Reza. Em 1981, ele recebeu seu treinamento militar na Academia de Oficiais do Imam Ali, em Teerã.
Ghaani foi nomeado vice-comandante da Força Quds em 1997 pelo comandante-chefe do Corpo da Guarda Revolucionária Islâmica, Rahim Safavi , juntamente com a promoção do Qasem Soleimani como comandante.  Como vice-comandante, Ghaani supervisionou o apoio financeiro a grupos paramilitares, incluindo o Hezbollah e um carregamento de armas destinado à Gâmbia interceptado na Nigéria em outubro de 2010.
O líder do Irã Ali Khamenei nomeou Ghaani como comandante da Força Quds em 3 de janeiro de 2020, depois que o general Qasem Soleimani foi morto por um ataque de drone dos EUA próximo ao Aeroporto Internacional de Bagdá. As reações à sua nomeação foram confusas, o especialista em política e expatriado iraniano, Dr. Karim Abdian Bani Saeed, expressou a opinião de que a nomeação do sujeito foi precipitada e que a experiência de Ghaani ficou aquém da do comandante assassinado. Em 13 de junho de 2025, dois altos funcionários do governo iraniano relataram que Ghaani havia sido morto pelos ataques aéreos israelenses no Irã, entretanto a mídia iraniana publicou vídeo dele nas celebrações do cessar-fogo em Teerã em 24 de junho.